# ドーヴァー出版

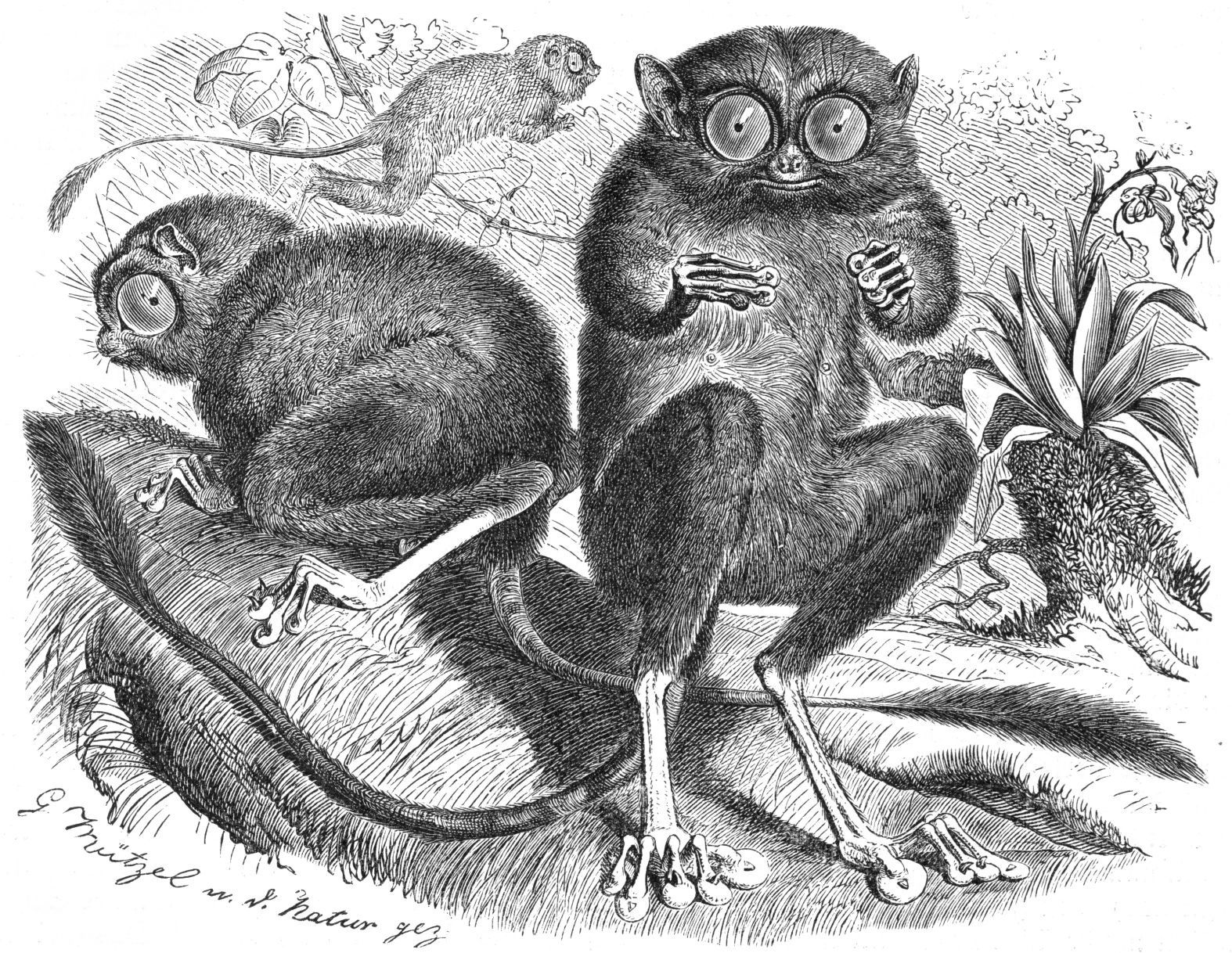
オライリー社の書籍表紙に使われた版画の1つ。オライリー社の商品ページにドーヴァー出版の本から採ったことが明記されている。オリジナルは19世紀の動物事典"Brehms Tierleben"

ドーヴァー出版（ドーヴァーしゅっぱん、英: Dover Publications）は、アメリカの出版社。本社はニューヨーク市にある。1941年設立。
元の出版元で絶版になった本の再出版で有名である。再出版する書籍にはパブリックドメインのものも多い。歴史的に意義深く質の高い本を丈夫な製本と安い値段で提供する方針のもとに、現在までに9,000タイトル以上の書籍を出版している。
古典文学、クラシック音楽の楽譜、18-19世紀の図版の再出版が特に有名である。また、学生から一般読者向けの数学・科学関連書籍や、軍事史、アメリカ史、奇術、チェスなど特定の分野の本の出版もしている。
著作権使用料無料（royalty-free）のデザイン・イラスト集を多く出版しており、画集的なものから、そのままコピーして使う素材集まで存在する。題材は19世紀以前のイラスト、アールヌーボーの意匠、伝統的な民族文様など多様である。CD-ROM付きのシリーズもある。コンピューター関連メディア企業オライリー社の初期の書籍表紙の動物の絵は、ドーヴァー出版の19世紀の版画図版から採用されたものである。